# Liczba Wobbego
Liczba Wobbego (MJ/m³) lub (MJ/mol) lub (MJ/kg) – stosunek wartości kalorycznej odniesionej do jednostki objętości gazu, do pierwiastka kwadratowego jego gęstości względnej, w tych samych warunkach odniesienia. Jeśli przez Q oznaczymy wartość kaloryczną, a przez d gęstość względną, wtedy liczbę Wobbego W można przedstawić następująco
{\displaystyle W={\frac {Q}{\sqrt {d}}}.}
Wyróżnia się:
- dolną liczbę Wobbego, gdy za wartość kaloryczną przyjmuje się jego wartość opałową;
- górną liczbę Wobbego, gdy za wartość kaloryczną przyjmuje się jego ciepło spalania.

Wartość liczby Wobbego jest podstawą do podziału paliw gazowych na podgrupy.